# Gliczyca jednorożec
Gliczyca jednorożec (Notoxus monoceros) – gatunek chrząszcza z rodziny nakwiatkowatych i podrodziny Notoxinae.

## Taksonomia
Gatunek ten został opisany po raz pierwszy w 1760 roku przez Karola Linneusza jako Atellabus monoceros.

## Wygląd

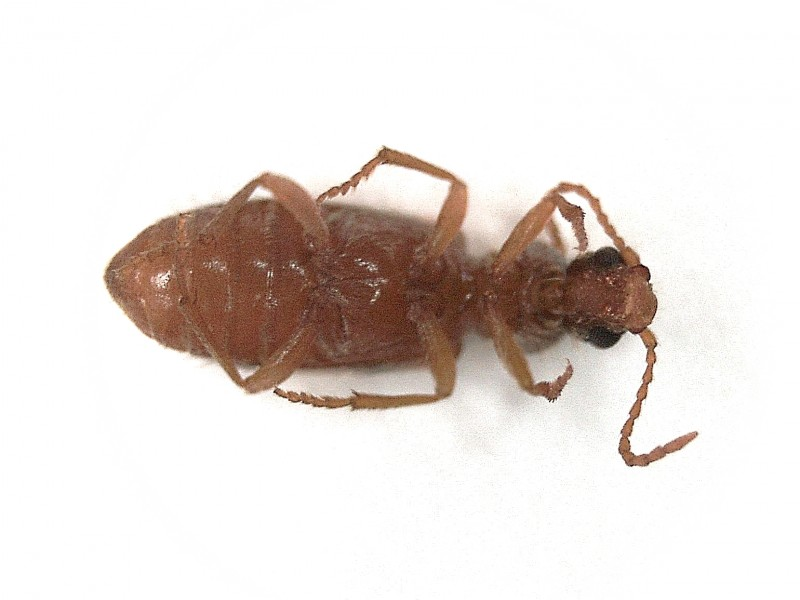
Widok od spodu

Chrząszcz o ciele długości od 3,7 do 5,5 mm, porośniętym przylegającym owłosieniem, a na głowie, przedpleczu i pokrywach także wmieszanymi w nie licznymi, stojącymi szczecinkami. Ubarwienie ma żółtobrunatne z w różnym stopniu przyciemnioną głową i przedpleczem oraz czarnym wzorem na pokrywach, typowo złożonym z plamy przytarczkowej, pary plam zabarkowych i zygzakowatej przepaski poprzecznej za środkiem ich długości; wzór ten wykazuje jednak dużą zmienność: plamy mogą łączyć się ze sobą, rozlewać, być zredukowane a nawet całkiem zanikać. Spód ciała, z odwłokiem włącznie, jest jednolicie jasny. Przednia krawędź przedplecza wyciągnięta jest ponad głową w duży róg. Przy brzegu tylnym przedplecza znajduje się przewężenie z szeroko pośrodku przerwaną przepaską białego owłosienia. Punktowanie na głowie jest gęste i tworzące zmarszczki. Punkty na pokrywach mają średnie rozmiary i są gęsto rozmieszczone. Wierzchołki pokryw są zawsze jasne, u samicy zaokrąglone, a u samca ścięte i zaopatrzone w ząbek.

## Biologia i ekologia
Imagines tego owada spotyka się od kwietnia do września na powierzchni gleby, trawach, roślinach zielnych, krzewach i drzewach. Larwy przechodzą rozwój w wierzchniej warstwie gleby i pod kamieniami. Wymagają miejsc suchych o charakterze otwartym lub skąpo porośniętych krzewami. Zimowanie odbywa się w ostatnim stadium larwalnym, a przepoczwarczenie następuje w kwietniu bądź maju.
Ciała tych chrząszczy zawierają trującą kantarydynę, którą pozyskują od chrząszczy z rodziny oleicowatych przez ich podgryzanie lub odżywianie się ich padliną. U samców kantarydyna jest gromadzona w gruczołach uchodzących u szczytu pokryw. Samice wybierają partnera do rozrodu sprawdzając ich wydzielinę. W entomologii wykorzystuje się pułapki ze świeżo uśmierconymi oleicami do ich wabienia.

## Rozprzestrzenienie
Gatunek palearktyczny o eurosyberyjskim typie rozsiedlenia. W Europie stwierdzony został w Portugalii, Hiszpanii, Wielkiej Brytanii, Francji, Holandii, Niemczech, Danii, Szwecji, Norwegii, Finlandii, Estonii, Łotwie, Litwie, Szwajcarii, Austrii, Włoszech, Polsce, Czechach, Słowacji, na Węgrzech, Ukrainie, w Chorwacji, Bośni i Hercegowinie, Serbii, Czarnogórze, Rumunii, Bułgarii, Macedonii Północnej, Grecji i Rosji. Poza Europą znany jest z Wysp Kanaryjskich, Turcji, Syberii, Chin i Japonii. W Polsce jest najpospolitszym przedstawicielem nakwiatkowatych, znanym z całego kraju, z wyjątkiem wyższych partii gór.